# Teucholabis fumidapicalis
Teucholabis fumidapicalis är en tvåvingeart. Teucholabis fumidapicalis ingår i släktet Teucholabis och familjen småharkrankar.

## Underarter
Arten delas in i följande underarter:
- T. f. fumidapicalis
- T. f. laetabilis